# 科林斯維爾 (加利福尼亞州)
科林斯維爾（英語：Collinsville）是位於美國加利福尼亞州索拉諾縣的一個非建制地區。該地的面積和人口皆未知。

## 地理
科林斯維爾的座標為38°04′37″N 121°50′56″W / 38.07694°N 121.84889°W，而該地的平均海拔高度為0米（即0英尺）。